# Möhnesee
Möhnesee är en kommun i Kreis Soest i Regierungsbezirk Arnsberg i förbundslandet Nordrhein-Westfalen i Tyskland. Kommunen bildades 1 juli 1969 genom en sammanslagning av de tidigare kommunerna Berlingsen, Brüllingsen, Büecke, Delecke (Möhnesee), Echtrop, Ellingsen, Günne (Möhnesee), Hewingsen, Körbecke (Möhnesee), Stockum (Möhnesee), Theiningsen, Völlinghausen (Möhnesee), Wamel (Möhnesee), Westrich och Wippringsen.